# Шальчинінкай
Шальчинінкай або Солечники (лит. Šalčininkai, пол. Soleczniki, біл. Салечні́кі, рос. Солечники) — місто на сході Литви, адміністративний центр Шальчинінкського району Вільнюського повіту при самому кордоні Республіки Білорусь.

## Історія
Перша згадка припадає на 1311 рік. У Пруських хроніках згадується як Salsniken або Saletzniken.
1929 року у містечку мешкало 587 осіб.
До 1939 року знаходилось у складі Польщі. 1940 року було передано до складу Литовської РСР. Статус міста отримало 1956 року, з 1972 року — районний центр.

## Специфіка
Місто є важливим польським культурним центром у Литві (71% населення — поляки). Є цегляний католицький костел апостола Петра (1568 його зайняли реформатські євангелісти), збудований 1410, істотно перебудований 1835, розширений у 1949 та 1986. Також православна каплиця св. Тихона. 2 гімназії, середня школа „ Santarv , публічна бібліотека,  пошта, районна лікарня, ратуша, кінотеатр «Шалча» та будинок культури.
На гербі міста зображені три лісові горіхи , які символізують солідарність між різними етнічними групами населення.

## Населення
| Динаміка населення з 1868 по 2018 |      |          |      |          |          |          |          |
| 1868                              | 1900 | 1970пер. | 1976 | 1979пер. | 1989пер. | 2001пер. | 2011пер. |
| 332                               | 400  | 1763     | 3000 | 3857     | 6480     | 6722     | 6358     |
| 2017                              | 2018 | -        | -    | -        | -        | -        | -        |
| 6664                              | 6609 | -        | -    | -        | -        | -        | -        |
| Гістограма динаміки населення     |      |          |      |          |          |          |          |

## Міста партнери
- Польща Ломжа
- Польща Лович